# Evangeliska kyrkan, Zagreb
Evangeliska kyrkan (kroatiska: Evangelička crkva) är en evangelisk-luthersk kyrkobyggnad i Zagreb i Kroatien. Den är belägen i Nedre staden och uppfördes åren 1882–1884 i nygotisk stil enligt ritningar av den lokale arkitekten Hermann Bollé.

## Historik
I mitten av 1800-talet levde drygt 120 lutheraner i Agram (Zagreb) som då var en provinsiell huvudstad i österrikiska Kroatien. De flesta av dåtidens lutheraner i staden hade österrikiskt eller tyskt ursprung. På den tiden hölls inga sammankomster eller gudstjänster i Zagreb utan lutheranerna utövade sin tro enskilt. 
År 1853 tillkallades pastorn Taubner från Laibach (Ljubljana) till Zagreb för att hålla gudstjänst. Det dåtida Hotel Pruckners kvinnliga ägare var lutheran och från år 1857 hölls regelbundna informella sammankomster och andakter i hotellet. Dessa leddes av pastorn Elze från Ljubljana. De informella sammankomsterna samlade omkring 28 av stadens lutheraner. År 1860 öppnade en filial till Ljubljanas kyrkliga kommun i Zagreb. Fem år senare överlät en välbärgad lokal familj lokaler till evangelisterna. Den 5 december 1865 hölls den första allmänna evangelistiska gudstjänsten i Zagreb sedan reformationen i dessa lokaler.
År 1876 fick evangelisterna obrukad och försummad mark vid de gamla gasverken och den 30 mars 1884 invigdes den nya kyrkan. Kort därefter öppnade den första evangeliska grundskolan och den Evangelisk-lutherska kyrkan i Kroatien fick sin första biskop, Filip Popp.

### Fotnoter
1. 1 2 3  Tatjana-kabac.from.hr Arkiverad 4 april 2015 hämtat från the Wayback Machine. (kroatiska)
2. 1 2 3 4 5 6  ”Evangelisk-lutherska kyrkan i Kroatien” (på kroatiska). ecrh.hr. Arkiverad från originalet den 23 september 2015. https://web.archive.org/web/20150923233324/http://www.ecrh.hr/crkvene-opcine/zagreb/. Läst 13 april 2015.